# Hrabstwo Webster (Iowa)

Piramida wieku hrabstwa

Hrabstwo Webster – hrabstwo położone w USA w stanie Iowa ze stolicą w mieście Fort Dodge. Zgodnie ze spisem statystycznym z 2000 roku hrabstwo liczyło 40 235 mieszkańców.

## Geografia
Według United States Census Bureau hrabstwo zajmuje obszar 1860 km², z czego 1852 km² to ziemia, a 7 km² (0,39%) to woda.

## Miasta
- Badger
- Barnum
- Coalville (CDP)
- Callender
- Clare
- Dayton
- Duncombe
- Fort Dodge
- Gowrie
- Harcourt
- Lehigh
- Moorland
- Otho
- Vincent

## Sąsiednie hrabstwa
- hrabstwo Humboldt
- hrabstwo Wright
- hrabstwo Hamilton
- hrabstwo Boone
- hrabstwo Greene
- hrabstwo Calhoun
- hrabstwo Pocahontas